# François du Dresnay des Roches

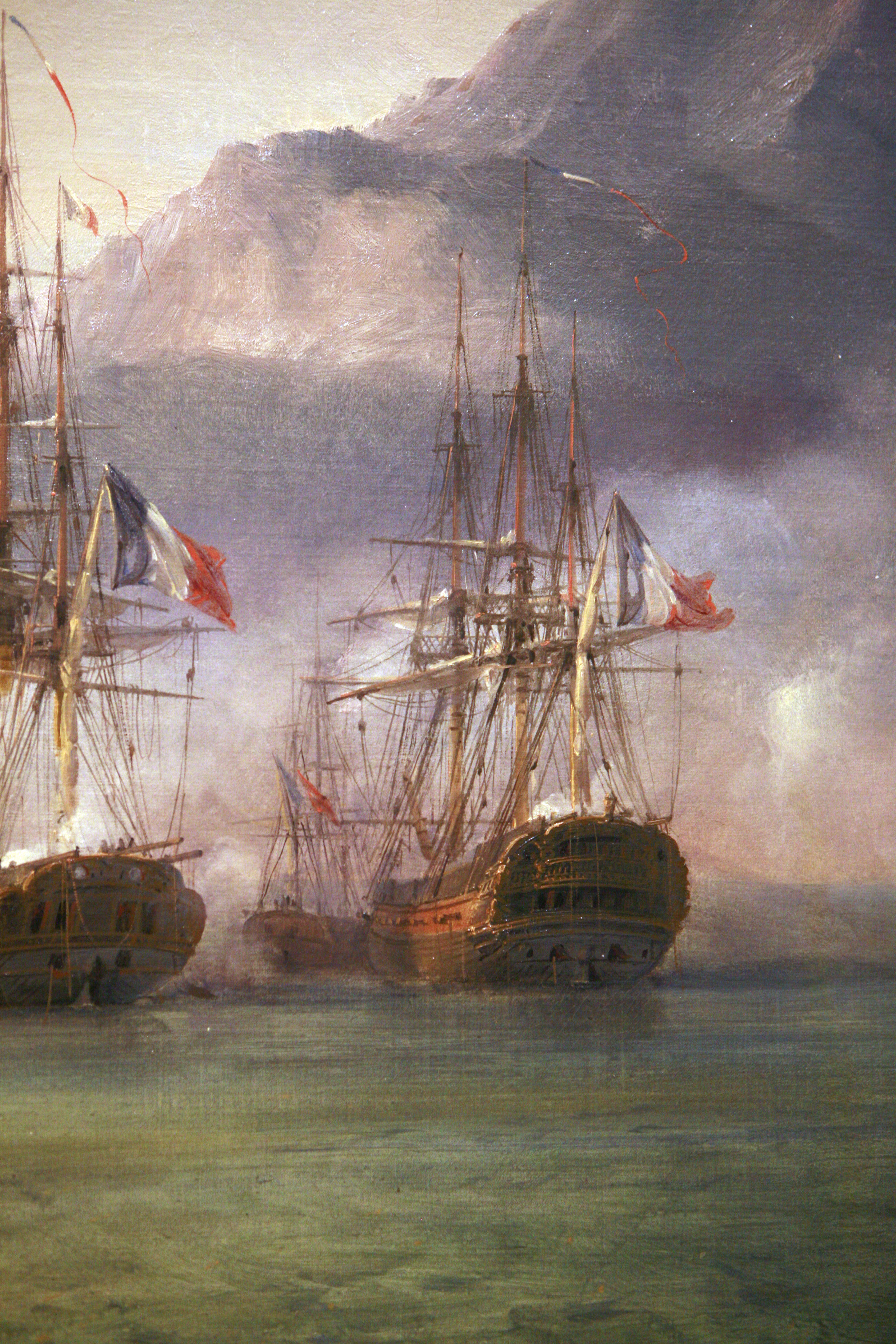
Franse linieschepen op Frans-Mauritius

François Julien du Dresnay des Roches (Land van Léon, 28 januari 1719 – Kerlaudy, 12 augustus 1786), ridder des Roches, was een Frans admiraal en gouverneur-generaal van de Mascarenen (1768-1772) in de Indische Oceaan.

## Levensloop
Dresnay was een telg van een oud adellijk Bretons geslacht. Zijn vader droeg de titel van heer des Roches en was vlootofficier. Dresnay trad in de voetsporen van zijn vader aan de leeftijd van 15 jaar. Dresnay droeg de titel van ridder des Roches, net als zijn broers. Vanaf 1734 diende hij in de vloot van het koninkrijk Frankrijk.
Dresnay werd bij de oprichting van de marineschool in Brest de eerste onderdirecteur (1752). In 1757 werd hij bevorderd tot kapitein en in 1758 tot majoor. Van 1768 tot 1772 was hij gouverneur-generaal van de Mascarenen, een kolonie van Frankrijk. Hij had bovendien uitgebreide militaire bevoegdheden over de aangemeerde linieschepen in Île de France, ook Frans-Mauritius genoemd. Zijn residentie bevond zich op het goed verdedigde Île de France. Bij zijn terugkeer naar Frankrijk werd hij bevorderd tot escadronchef (1776), een admiraalstitel te vergelijken met brigadegeneraal in het landleger. Dresnay trok zich terug in zijn geboortestreek Bretagne, waar hij overleed in 1786.

## Eerbetoon
De Franse vloot ontdekte het eiland Desroches, een van de Seychellen-eilanden, op het ogenblik dat Dresnay, ridder des Roches, gouverneur-generaal was (1771). Zij noemden het eiland Desroches naar hem. Andere historici hechten geen waarde aan dit verhaal.
- Bibliothèque nationale de France: cb166812710 (data)
- International Standard Name Identifier: 0000 0004 0876 104X
- Système universitaire de documentation: 219931267
- Virtual International Authority File: 301529380